# العلاقات الزيمبابوية السريلانكية
العلاقات الزيمبابوية السريلانكية هي العلاقات الثنائية التي تجمع بين زيمبابوي وسريلانكا.

## مقارنة بين البلدين
هذه مقارنة عامة ومرجعية للدولتين:
| وجه المقارنة                                              | زيمبابوي | سريلانكا                         |
| --------------------------------------------------------- | --- | -------------------------------- |
| المساحة (كم2)                                             | 390.76 ألف | 65.61 ألف                        |
| عدد السكان (نسمة)                                         | 16.53 مليون | 21.44 مليون                      |
| الكثافة السكانية (ن./كم²)                                 | 42.3 | 326.78                           |
| العاصمة                                                   | هراري | سري جاياواردنابورا كوتي، كولمبو  |
| اللغة الرسمية                                             | لغة إنجليزية، اللغة الشونا، النديبيلية الشمالية ‏، لغة الشيشيوا، Barwe ‏، Kalanga language ‏، Tshwa language ‏، النداو ‏، اللغة التسونجا، لغة الإشارة الزيمبابوية ‏، اللغة السوتية، تونغا ‏، اللغة التسوانية، اللغة الفيندية، اللغة الكوسية | اللغة السنهالية، اللغة التاميلية |
| العملة                                                    | دولار أمريكي | روبية سريلانكي                   |
| الناتج المحلي الإجمالي (بليون دولار)                      | 17.85 مليار | 87.17 مليار                      |
| الناتج المحلي الإجمالي (تعادل القوة الشرائية) بليون دولار | 27.88 مليار | 246.62 مليار                     |
| الناتج المحلي الإجمالي الاسمي للفرد دولار أمريكي          | 924 | 3.93 ألف                         |
| الناتج المحلي الإجمالي للفرد دولار أمريكي                 | 1.79 ألف | 11.11 ألف                        |
| مؤشر التنمية البشرية                                      | 0.509 | 0.757                            |
| رمز المكالمات الدولي                                      | +263 | +94                              |
| رمز الإنترنت                                              | .zw | .lk،                             |
| المنطقة الزمنية                                           | ت ع م+02:00 | ت ع م+05:30                      |

## منظمات دولية مشتركة
يشترك البلدان في عضوية مجموعة من المنظمات الدولية، منها:
| علم المنظمة | اسم المنظمة                               | تاريخ انضمام زيمبابوي | تاريخ انضمام سريلانكا |
| ----------- | ----------------------------------------- | --------------------- | --------------------- |
|             | مؤسسة التنمية الدولية                     | 29 سبتمبر 1980        | 27 يونيو 1961         |
|             | الأمم المتحدة                             | 25 أغسطس 1980         | 14 ديسمبر 1955        |
|             | منظمة التجارة العالمية                    | ?                     | ?                     |
|             | منظمة الشرطة الجنائية الدولية             | ?                     | ?                     |
|             | المركز الدولي لتسوية المنازعات الاستشارية | 19 يونيو 1994         | 11 نوفمبر 1967        |
|             | الاتحاد الدولي للاتصالات                  | 10 فبراير 1981        | 1897                  |
|             | البنك الدولي للإنشاء والتعمير             | 29 سبتمبر 1980        | 29 أغسطس 1950         |
|             | الاتحاد البريدي العالمي                   | ?                     | ?                     |
|             | منظمة حظر الأسلحة الكيميائية              | ?                     | ?                     |
|             | مؤسسة التمويل الدولية                     | 29 سبتمبر 1980        | 20 يوليو 1956         |
|             | وكالة ضمان الاستثمار متعدد الأطراف        | 10 أبريل 1992         | 27 مايو 1988          |
|             | يونسكو                                    | 22 سبتمبر 1980        | 14 نوفمبر 1949        |

## وصلات خارجية
- موقع وزارة الخارجية الزيمبابوية
- موقع وزارة الخارجية السريلانكية